# Dragon View
Dragon View, ou Super Drakkhen (スーパードラッケン) au Japon, est un jeu vidéo de type  Action-RPG développé par Kemco et sorti en 1994 au Japon et en Amérique du Nord sur Super Nintendo. Il s'agit d'une suite de Drakkhen, dont il ne reprend que la carte du monde en 3D.